# Funicolare di Verona
La Funicolare di Castel San Pietro sorge nello storico quartiere di Veronetta, nelle immediate vicinanze del Teatro Romano.
Essa è stata concepita negli anni precedenti la prima guerra mondiale allo scopo di valorizzare le peculiarità turistiche dell'area di Castel San Pietro, ma fu realizzata a ridosso del secondo periodo bellico in un contesto socio-economico nel frattempo profondamente mutato, che ne comportò la chiusura già nel 1944.
Dopo numerosi piani e progetti per il suo recupero, l'impianto è stato riaperto nel mese di giugno 2017.

## Storia
Le vicende della funicolare di Verona sono strettamente legate all'utilizzo del complesso di Castel San Pietro, posto in posizione panoramica sulla collina cittadina a nord dell'Adige.
I primi progetti in tal senso risalgono agli anni 1930, epoca in cui il citato complesso sito nel rione Santo Stefano fungeva da sede dell'Accademia di belle arti Gian Bettino Cignaroli (in seguito ospitata in via C. Montanari) e per raggiungere la quale si rendeva necessario un sistema di trasporto altresì fruibile dal traffico turistico già in quegli anni fiorente.
La realizzazione della funicolare fu deliberata dal consiglio comunale il 1º luglio 1939 e la costruzione fu attuata dalla società fondata dall'ingegner Tommaso Agudio.
L'esercizio fu avviato il 4 novembre 1941 ad opera della Azienda Gestione Servizi Municipali del Comune di Verona, con undici corse giornaliere effettuate dalle 8:30 alle 18:30, sufficienti rispetto alle esigenze dell'Accademia Cignaroli ed eventualmente incrementabili in caso di bisogno. Le tariffe di corsa semplice erano curiosamente differenziate nei due sensi ed era comunque presente un biglietto di andata e ritorno; scarso successo commerciale ebbero gli abbonamenti per gli studenti, segno che il traffico non raggiungeva i livelli previsti.
L'avvento della seconda guerra mondiale e le relative ristrettezze economiche imposero la cessazione dell'esercizio nel 1944; al termine delle ostilità la mutata destinazione d'uso di Castel San Pietro e il mancato decollo di un vero e proprio traffico turistico suggerirono di non riaprire l'impianto.

### La ricostruzione
Diverse proposte di ricostruzione della funicolare si succedettero nel corso degli anni ottanta e novanta, portando la Regione Veneto ad uno stanziamento dedicato e all'AMT di Verona a redigere un apposito studio preliminare.
Negli anni duemila il Comune di Verona, previe ulteriori analisi, decise per una riapertura sotto forma di ascensore inclinato
L'opera, che gode di un finanziamento di circa 6 milioni di euro a cura della fondazione CariVerona, nuova proprietaria dell'area, è affidata a Leitner su disegno dello studio Grisdainese.
Dal 2017 la gestione dell'impianto è affidata dal Comune di Verona ad AGEC - Azienda Gestione Edifici Comunali.

## Caratteristiche

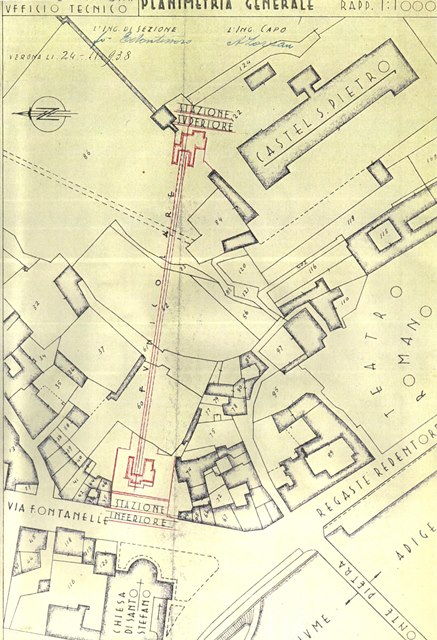
Planimetria d'epoca

Dal punto di vista tecnico l'impianto originario non richiese la realizzazione di particolari opere d'arte, eccezion fatta per i due fabbricati di arrivo e partenza e due ponti in pietra e muratura. Una scala di servizio era presente a fianco della linea.
Il dislivello di 55 metri veniva coperto con un'estesa di 180 m dotata della pendenza quasi costante del 36%. Le rotaie, del normale tipo ferroviario Vignoles, erano ancorate su traverse in calcestruzzo.
La configurazione utilizzata era quella del diffuso sistema "va e vieni"; l'impianto era dotato di due vetture le quali, stanti i carichi previsti in sede di progetto, avevano la modesta capacità di 10 passeggeri, ma richiedevano comunque il presenziamento da parte di un conducente. Il carico massimo per asse risultava di 750 kg e per il loro movimento era installato un argano motore della potenza di 19,4 kW il quale trascinava la fune alla velocità di 3 m al secondo. La capacità di trasporto potenziale, comprendendo entrambi i sensi, risultava di circa 200 passeggeri/ora.
Il nuovo impianto, concepito come ascensore inclinato, comprende un'ulteriore fermata intermedia a servizio del Museo archeologico al teatro romano. La via di corsa è della larghezza di 6 metri per una lunghezza complessiva di 154 metri,, coperta da una sola cabina da 25 passeggeri, azionata da un sistema elettromeccanico da 30 kW che consente di percorrere il tracciato in 75 secondi a una velocità massima di 2,5 m/s, per una capacità di 600 passeggeri all'ora (300 per senso di marcia).